# The Brother, Sister and the Cowpuncher
The Brother, Sister and the Cowpuncher è un cortometraggio muto del 1910  interpretato e diretto da Gilbert M. 'Broncho Billy' Anderson. Conosciuto anche con i titoli alternativi The Brother, the Sister and the Cowpuncher o The Sister and the Cowpuncher.

## Produzione
Il film fu prodotto dalla Essanay Film Manufacturing Company. Venne girato a Morrison, in Colorado.

## Distribuzione
Distribuito dall'Essanay Film Manufacturing Company, il film - un cortometraggio in una bobina - uscì nelle sale cinematografiche USA il 28 maggio 1910.